# Lijst van personen uit Jakarta
Deze lijst geeft een chronologisch overzicht van personen die geboren zijn in de Indonesische stad Jakarta.

## Geboren in Jakarta

### Voor 1950

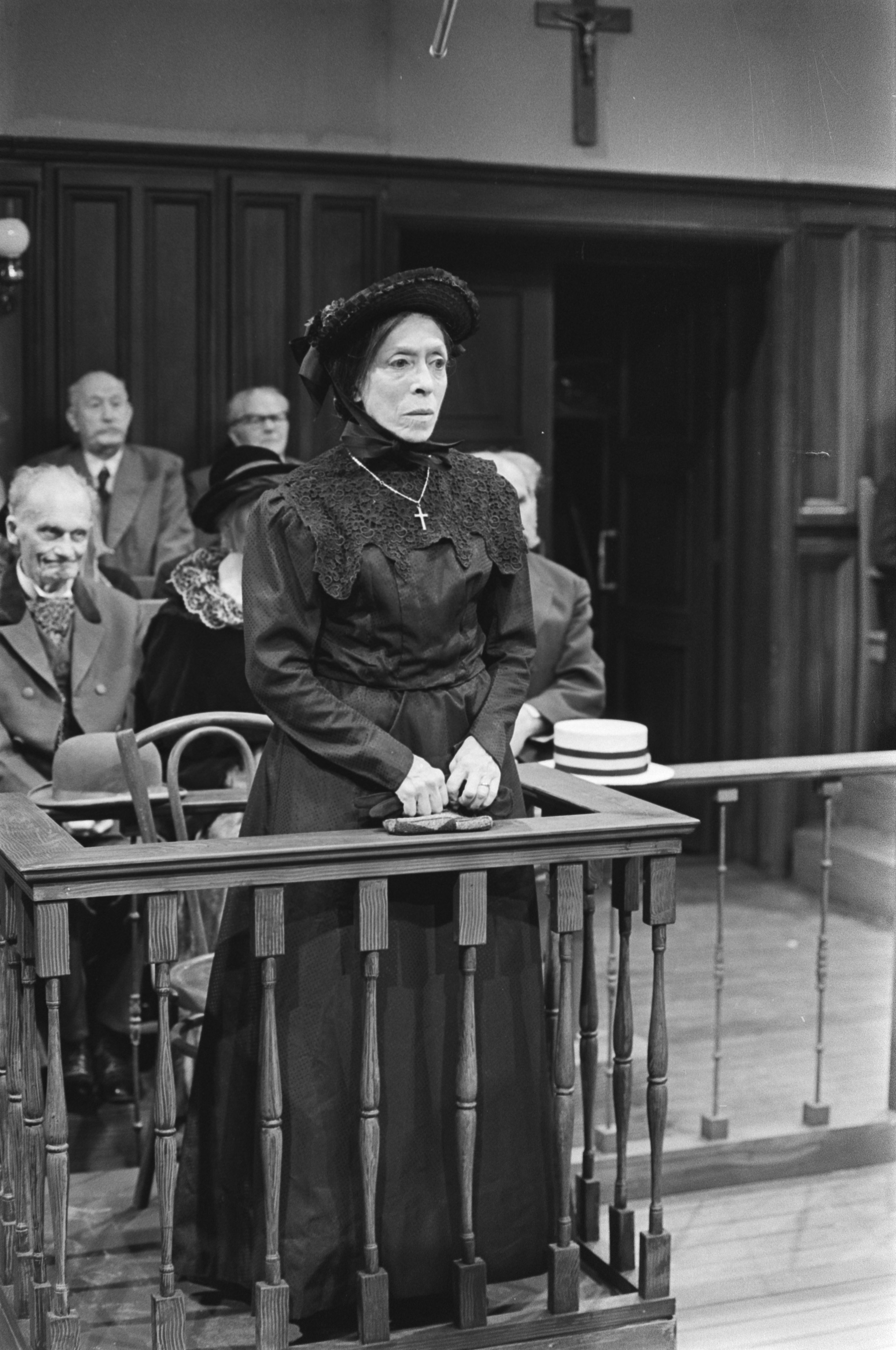
Actrice Caro van Eyck (1915-1979)

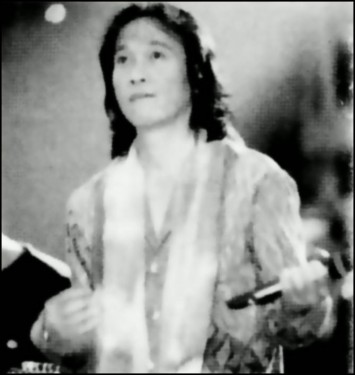
Popzanger Chrisye (1949-2007)

- Pieter Mijer (1812-1881), Nederlands staatsman
- Eddy de Neve (1885-1943), Nederlands voetballer
- E. du Perron (1899-1940), Nederlands dichter, criticus en schrijver (in Meester Cornelis, thans Jatinegara, Jakarta Timur)
- Caro van Eyck (1915-1979) echte naam Gerarda Taytelbaum, actrice
- Hans Haasmann (1916-2008), Nederlands schoonspringer
- Hella S. Haasse (1918-2011), Nederlands schrijfster
- Frans Tutuhatunewa (1923-2016), president in ballingschap van de RMS
- Rob Mokken (1929), Nederlands methodoloog
- Ingeborg Uyt den Boogaard (1930-2021), Nederlands actrice
- Tonke Dragt (1930-2024), Nederlands schrijfster
- Yvonne Keuls (1931), Nederlands schrijfster
- Carel Jan Schneider (1932-2011), Nederlands ambassadeur en schrijver
- Luc Boyer (1935-2024), Nederlands mimespeler, acteur, docent en regisseur
- Mischa de Vreede (1936-2020), Nederlands schrijfster
- Ben Bot (1937), Nederlands diplomaat en voormalig minister van Buitenlandse Zaken
- Jeroen Brouwers (1940-2022), Nederlands schrijver
- Ruud de Wolff (1941-2000), Nederlands muzikant en lid van The Blue Diamonds
- Hein van Nievelt (1942-2022), Nederlands omroeper, presentator en regisseur
- Boudewijn de Groot (1944), Nederlands zanger
- Chrisye (Chrismansyah Rahadi) (1949-2007), popzanger
- Selma Leydesdorff (1949), Nederlands hoogleraar

### 1950–1959

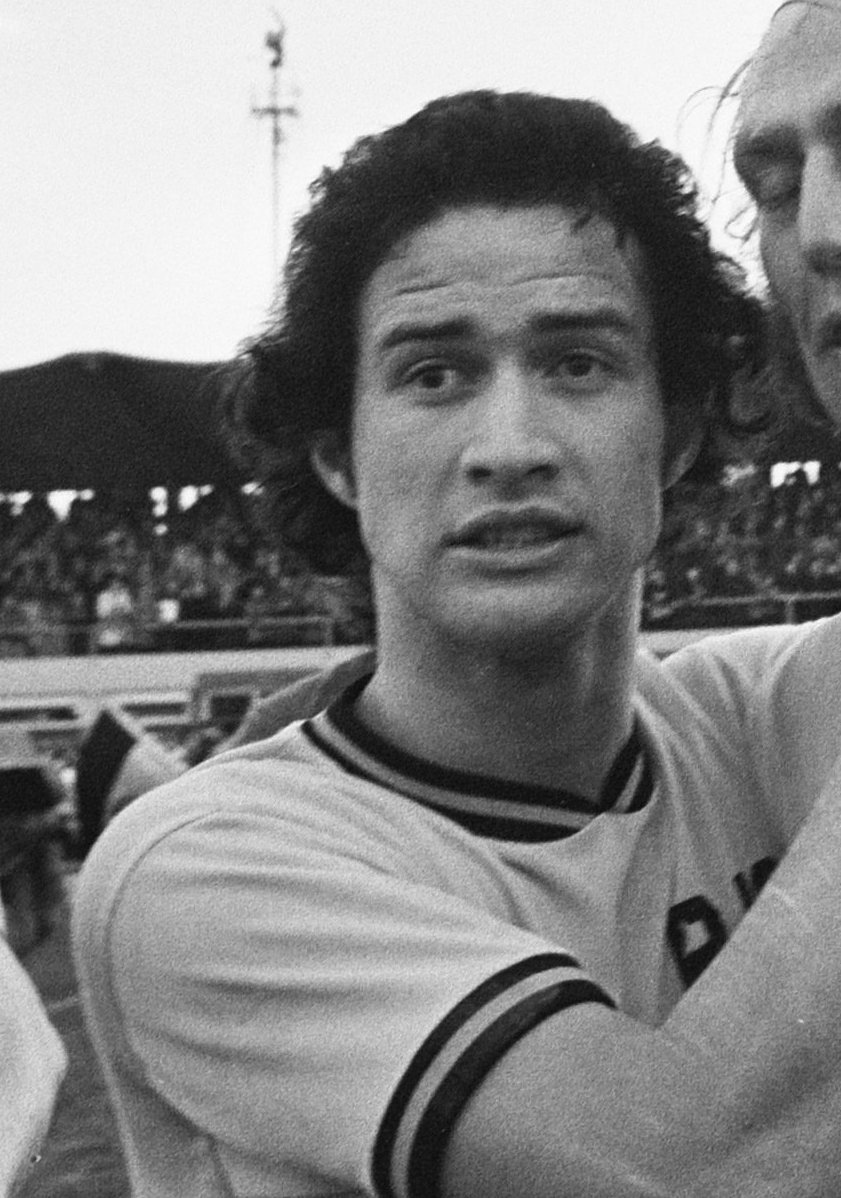
Voetballer Stanley Bish(1951)

- Jan Andriesse (1950-2021), Nederlands kunstschilder
- Stanley Bish (1951), Nederlands voetballer
- Marion H. Peters (1951), Nederlands historica en schrijfster
- Hein Schreuder (1951-2023), Nederlands bedrijfseconoom
- Cherry (1951), Nederlands zangeres
- Prabowo Subianto (1951), politicus, oud-militair en zakenman
- Erik Visser, Nederlands zanger, gitarist, componist en producent
- Paul Smeenk (1952), Nederlands gitarist en componist
- Flip Broekman (1954-2019), Nederlands toneel- en liedjesschrijver
- Kester Freriks (1954), Nederlands schrijver
- Taco (1955), Nederlands zanger

### 1960–1999
- Heri Dono (1960), beeldend kunstenaar
- Bambang Brodjonegoro (1966), econoom en minister
- Philemon Mukarno (1968), Nederlands componist
- Anggun (1974), rock- en popzangeres
- Mia Audina Tjiptawan (1979), Nederlands/Indonesisch badmintonster
- Daniël Arends (1979), Nederlands cabaretier
- Johan van Arnhem (1979), Nederlands dirigent
- Koko Darkuncoro (1981), beachvolleyballer
- Mike Mohede (1983-2016), zanger
- Agnes Monica (1986), popzangeres
- Sherina Munaf (1990), popzangeres
- Nienke Brinkman (1993), Nederlands marathonloopster en trailrunner